# Conus petergabrieli
Espèce
Conus petergabrieli est une espèce de mollusques gastéropodes marins de la famille des Conidae.
Comme toutes les espèces du genre Conus, ces escargots sont prédateurs et venimeux. Ils sont capables de « piquer » les humains et doivent donc être manipulés avec précaution, voire pas du tout.

## Description
La taille de la coquille varie entre 20 mm et 45 mm.

## Distribution
Cette espèce marine est présente au large des Philippines.

## Taxonomie

### Publication originale
L'espèce Conus petergabrieli a été décrite pour la première fois en 2006 par le malacologiste allemand Felix Lorenz (d) dans « Club Conchylia Informationen »,.

### Synonymes
- Asprella petergabrieli (Lorenz, 2006) · non accepté
- Conus (Phasmoconus) petergabrieli Lorenz, 2006 · appellation alternative
- Graphiconus petergabrieli (Lorenz, 2006) · non accepté